# ㇸ
「ㇸ」は小書き片仮名の「ヘ」であり、アイヌ語で使用される仮名のひとつである。前の音と組み合わせ1モーラを形成する。通常は日本語では使用されない。
主にアイヌ語の樺太地方の方言で使用され、前の音がえ段で後にhの後が発音される場合に使用される。

## ㇸに関わる諸事項
- アイヌ語に対応する目的で、JIS X 0213で追加された仮名の一つである。
- 日本語の助詞の「へ」を表す目的で使用されることがある。